# 9. maj
9. maj er dag 129 i året i den gregorianske kalender (dag 130 i skudår). Der er 236 dage tilbage af året.
Dagens navn er Caspar.
Dagen er Europadag og fejres i EU.

### Begivenheder
Født - Dødsfald
- 1864 - Under kommandør Eduard Suenson besejrer den danske flåde en østrigsk/preussisk flådestyrke i Slaget ved Helgoland.
- 1887 - Buffalo Bill's Wild West Show åbner i London.
- 1901 - Det første australske parlament åbner i Melbourne.
- 1908 - Winston Churchill vælges til det engelske parlamentet for første gang.
- 1914 - Jordskælv på Sicilien dræber mere end 100 mennesker.
- 1927 - Canberra afløser Melbourne som hovedstad i Australien.
- 1936 - Italien udråber kong Victor Emanuel som kejser over Etiopien.
- 1940 - Rumænien stiller sig under tysk beskyttelse.
- 1940 - RAF indleder natlige bombetogter over mål i Tyskland.
- 1941 - Den tyske Ubåd U-110 erobres af englænderne og afslører en del af hemmeligheden om Enigma.
- 1944 - Russiske tropper tilbageerobrer Sevastopol.
- 1945 - De tyske tropper på Bornholm overgiver sig til de sovjetiske styrker.
- 1945 - Hermann Göring tages til fange af medlemmer af USA's 7. armé.
- 1945 - Kong Christian 10. åbner den første rigsdag efter besættelsen, bl.a. med citat fra Grundtvigs "Guds fred med vore døde".
- 1950 - Robert Schuman kommer med et forslag til et forenet Europa gennem Schuman-erklæringen. Med tiden blev dette til først EF og dernæst EU.
- 1955 - Vesttyskland bliver optaget i NATO-alliancen.
- 1974 - I Watergate-skandalen indledes høringer i Repræsentanternes Hus (USA) mod præsident Richard M. Nixon.
- 2002 - Ved terrorangrebet i Kaspijsk i den sydrussiske republik Dagestan, blev en landmine sprængt under en fejring af afslutningen på 2. verdenskrig. 43 blev dræbt, 130+ sårede.

### Født
- 1715 - Ole Henrik Møller, dansk skolemand og personalhistoriker (død 1796).
- 1800 - John Brown, amerikansk abolitionist (død 1859).
- 1860 - J.M. Barrie, skotsk forfatter (død 1937).
- 1873 - Howard Carter, engelsk ægyptolog (død 1939).
- 1891 - May Warden, engelsk skuespiller (død 1978).
- 1892 - Zita, østrigsk kejserinde (død 1989).
- 1918 - Mike Wallace (journalist), amerikansk journalist (død 2012).
- 1920 - Richard Adams, engelsk forfatter (død 2016).
- 1921 - Sophie Scholl, tysk antinazistist (død 1943).
- 1921 - Bendt Rothe, dansk skuespiller og advokat (død 1989).
- 1923 - Jørgen Rømer, dansk kunsthistoriker og maler (død 2007).
- 1931 - Asger Nørgaard Larsen, dansk direktør og tidligere chefredaktør.
- 1933 - Ib Braun, dansk billedhugger (død 2003).
- 1935 - Aulis Sallinen, finsk komponist.
- 1936 - Albert Finney, engelsk skuespiller (død 2019).
- 1936 - Glenda Jackson, engelsk skuespiller og politiker.
- 1941 - Bodil Busk Laursen, dansk museumsdirektør og -inspektør.
- 1941 - Helge Mortensen, dansk højskolelærer og tidligere minister.
- 1942 - Lise-Lotte Dandanell, dansk kostumier.
- 1945 - Jupp Heynckes, tysk fodboldspiller og -træner.
- 1946 - Niels Bernhart, dansk musiker, komponist og foredragsholder (død 2008).
- 1949 - Billy Joel, amerikansk musiker og sangskriver.
- 1950 - C.V. Jørgensen, dansk sanger og sangskriver.
- 1955 - Anne Sofie von Otter, svensk mezzosopran.
- 1955 - Meles Zenawi, etiopisk premierminister (død 2012).
- 1957 - Kristian Levring, dansk filminstruktør.
- 1960 - Carlo Chow, dansk finansmand
- 1960 - Morten Remar, dansk musiker.
- 1972 - Mads Bundgaard Larsen, dansk retspræsident.

### Dødsfald
- 1707 - Dieterich Buxtehude, tysk komponist (født ca. 1637).
- 1805 - Friedrich Schiller, tysk digter og historiker (født 1759).
- 1807 - Carl Emil Bardenfleth, dansk embedsmand og politiker (død 1857).
- 1900 - Carl Brosbøll, dansk forfatter (født 1816).
- 1903 - Paul Gauguin, fransk maler (født 1848).
- 1931 - Albert Abraham Michelson, amerikansk fysiker og modtager af Nobelprisen i fysik (født 1852).
- 1938 - Thomas B. Thrige, dansk fabrikant (født 1866).
- 1950 - Vilhelm Lundstrøm, dansk maler (født 1893).
- 1961 - Victor Cornelius, dansk komponist og musiker (født 1897).
- 1967 - Svend Pedersen, dansk programchef i DR (født 1913).
- 1976 - Ulrike Meinhof, tysk terrorist (født 1934).
- 1978 - Aldo Moro, tidligere italiensk premierminister (født 1916) - myrdet.
- 1986 - Tenzing Norgay, nepalesisk bjergbestiger (født 1914).
- 1995 - Jeanne Darville, dansk skuespiller (født 1923).
- 2001 - Søren Strømberg, dansk skuespiller (født 1944).
- 2011 - Wouter Weylandt, belgisk cykelrytter (født 1984).
- 2020 - Little Richard, amerikansk rockmusiker (født 1932).

|  | Denne datoartikel kan blive bedre, hvis der indsættes et (bedre) billede Du kan hjælpe ved at afsøge Wikimedia Commons for et passende billede eller uploade et godt billede til Wikimedia Commons iht. de tilladte licenser og indsætte det i artiklen. |